# 田曹参军事
田曹参军事，官名。唐朝景龙年间自诸州户曹中分离部分职掌，设置田曹参军事，负责诸府州农田事务，兼管劝农事务。设立未久即废，上元年重新设置。在诸府称田曹参军事，诸州称司田参军事。贞元十七年（公元801年）再废。